# Кунрау
Кунрау (нем. Kunrau) — община в Германии, в земле Саксония-Анхальт.
Входит в состав района Зальцведель. Подчиняется управлению Клётце. Население составляет 920 человек (на 31 декабря 2006 года). Занимает площадь 22,98 км².

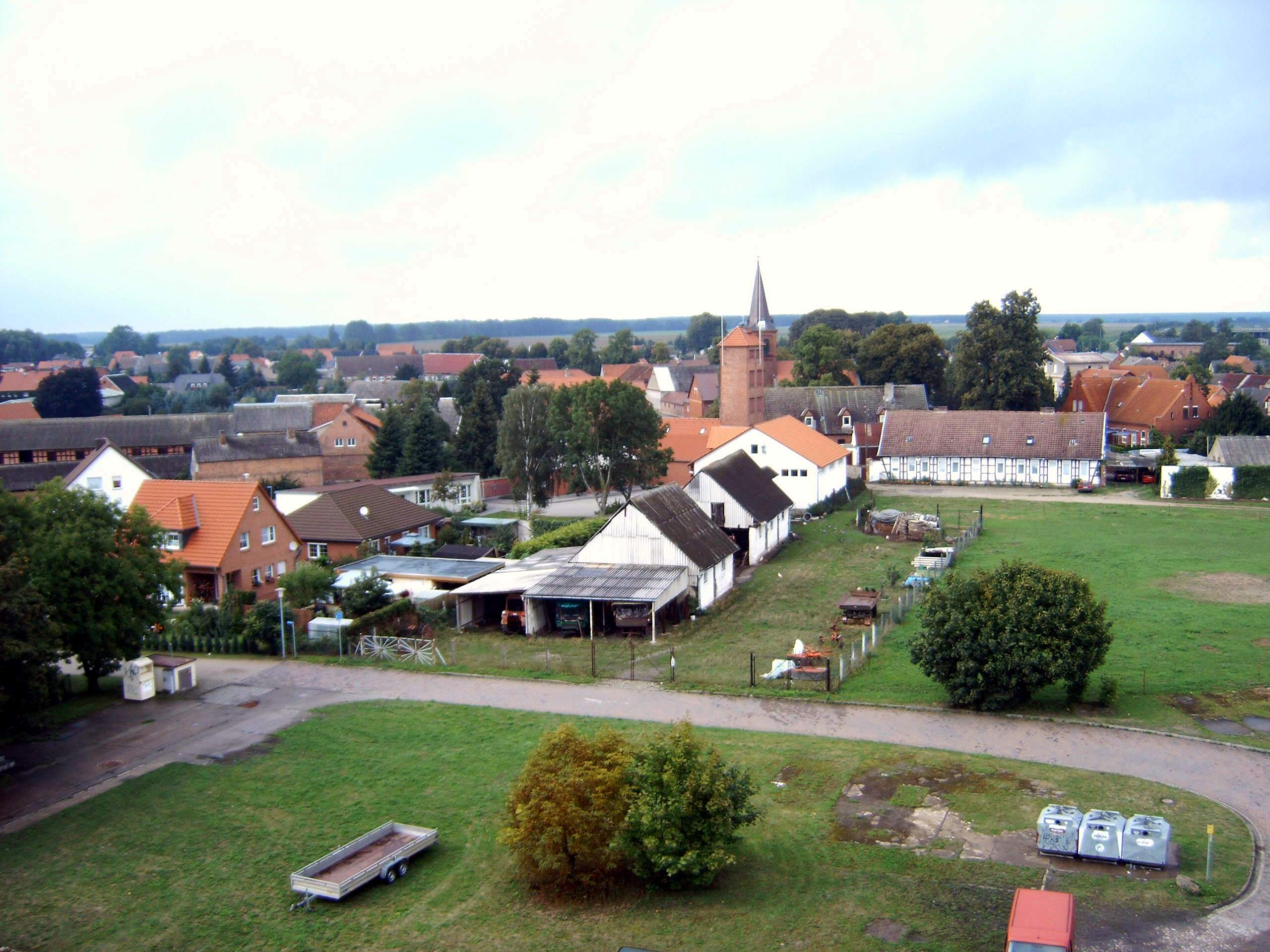
Замок

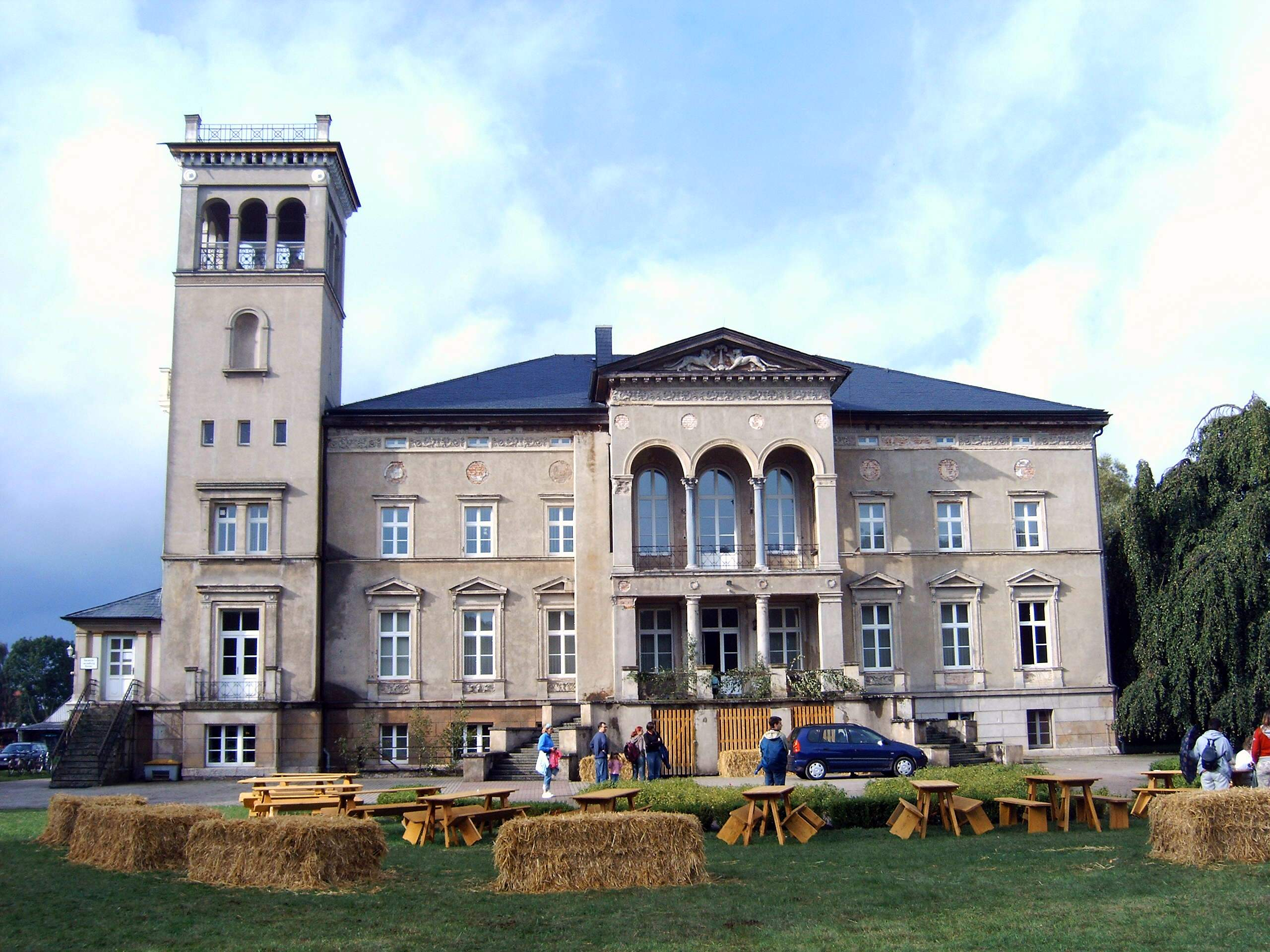
Замок